# Kenny Burrell & John Coltrane
Albums de Kenny Burrell
Blue Lights (Volumes 1 and 2)
(1958) On View at the Five Spot Cafe
(1959)
Albums par John Coltrane
Dakar
(1957) Settin' the Pace
(1958)
Kenny Burrell & John Coltrane est un album de jazz du guitariste Kenny Burrell et du saxophoniste John Coltrane. Il sortit une première fois en 1963 avant d'être réédité en 1967 sous le titre The Kenny Burrell Quintet With John Coltrane.

## Titres
| 1.    | Freight Trane   | Tommy Flanagan                    | 7:18  |
| 2.    | I Never Knew    | Ted Fio Rito, Gus Kahn            | 7:04  |
| 3.    | Lyresto         | Kenny Burrell                     | 5:41  |
| 4.    | Why Was I Born? | Oscar Hammerstein II, Jerome Kern | 3:12  |
| 5.    | Big Paul        | Flanagan                          | 14:05 |
| 37:20 |                 |                                   |       |

## Musiciens
- Kenny Burrell – guitare électrique
- Tommy Flanagan – piano
- John Coltrane – saxophone ténor
- Paul Chambers - contrebasse
- Jimmy Cobb - batterie